# Walton (Kentucky)
Walton és una població dels Estats Units a l'estat de Kentucky. Segons el cens del 2000 tenia 2.450 habitants.

## Demografia
Segons el cens del 2000, Walton tenia 2.450 habitants, 913 habitatges, i 665 famílies. La densitat de població era de 271 habitants/km².
Dels 913 habitatges en un 41,3% hi vivien nens de menys de 18 anys, en un 54,3% hi vivien parelles casades, en un 14,6% dones solteres, i en un 27,1% no eren unitats familiars. En el 23,9% dels habitatges hi vivien persones soles el 9,1% de les quals corresponia a persones de 65 anys o més que vivien soles. El nombre mitjà de persones vivint en cada habitatge era de 2,67 i el nombre mitjà de persones que vivien en cada família era de 3,15.
Per edats la població es repartia de la següent manera: un 29,7% tenia menys de 18 anys, un 8,9% entre 18 i 24, un 32,6% entre 25 i 44, un 17,5% de 45 a 60 i un 11,3% 65 anys o més.
L'edat mediana era de 33 anys. Per cada 100 dones de 18 o més anys hi havia 84,9 homes.
La renda mediana per habitatge era de 42.462 $ i la renda mediana per família de 45.924 $. Els homes tenien una renda mediana de 36.341 $ mentre que les dones 24.858 $. La renda per capita de la població era de 17.296 $. Entorn del 4,7% de les famílies i el 7,7% de la població estaven per davall del llindar de pobresa.

## Poblacions més properes
El següent diagrama mostra les poblacions més properes.